# حیات وحش مالی
حیات وحش مالی متشکل از گیاگان و زیاگان این کشور است.

## زیاگان
در مالی بیش از ۱۰۰ گونه پستاندار زیست می‌کنند؛ گرچه، حداقل ۱۸ تای آن‌ها برای بقا تقلا می‌کنند. به علت شرایط سخت ناحیه صحرا بیشتر حیات وحش این کشور در ۳۳٪ آن پراکنده است. برخی از حیوانات شکارچی موجود شیر و یوزپلنگ هستند؛ گرچه، شمارشان محدود است. حیوان ملی مالی کرکس است.

## گیاگان
از لحاظ پوشش گیاهی در این کشور دو ناحیه اصلی وجود دارد که ناحیه‌های ساحل صحرا و سودانی هستند. با رفتن به‌سمت جنوب درختان به تعداد بیشتری یافت می‌شوند و ساحل صحرا با ناحیه‌های سودانی ادغام می‌شود. نواحی سودانی پوشیده از گرم‌دشت و در جاهایی از جمله در امتداد مرز گینه جنگلی هستند. نواحی سودانی دارای پوشش گیاهی علفی و درختانی از جمله بائوباب، ماهون و درخت روغن قلم هستند. ساحل صحرا پوشش گیاهی استپ و درختان مقاوم در برابر خشکی مانند نخل دوم، نخل پالمیرا و بائوباب دارد.